# 觀亭里
觀亭里位於臺灣高雄市內門區，設立於1945年，當時稱「觀亭村」，後來因2010年行政區改制而更名為里。該里北邊與光興里隔著烏山坑河，東邊至西南則以二仁溪為界與東埔、內南、瑞山等里相鄰，西邊則是中埔里。

## 聚落
- 觀亭
- 七星洋
- 蔗園頭
- 中埔頭
- 田中央
- 番子路
- 內厝
- 營盤
- 祖厝
- 竹圍仔

## 宗教信仰
- 內門紫竹寺：主祀觀音佛祖[2]。

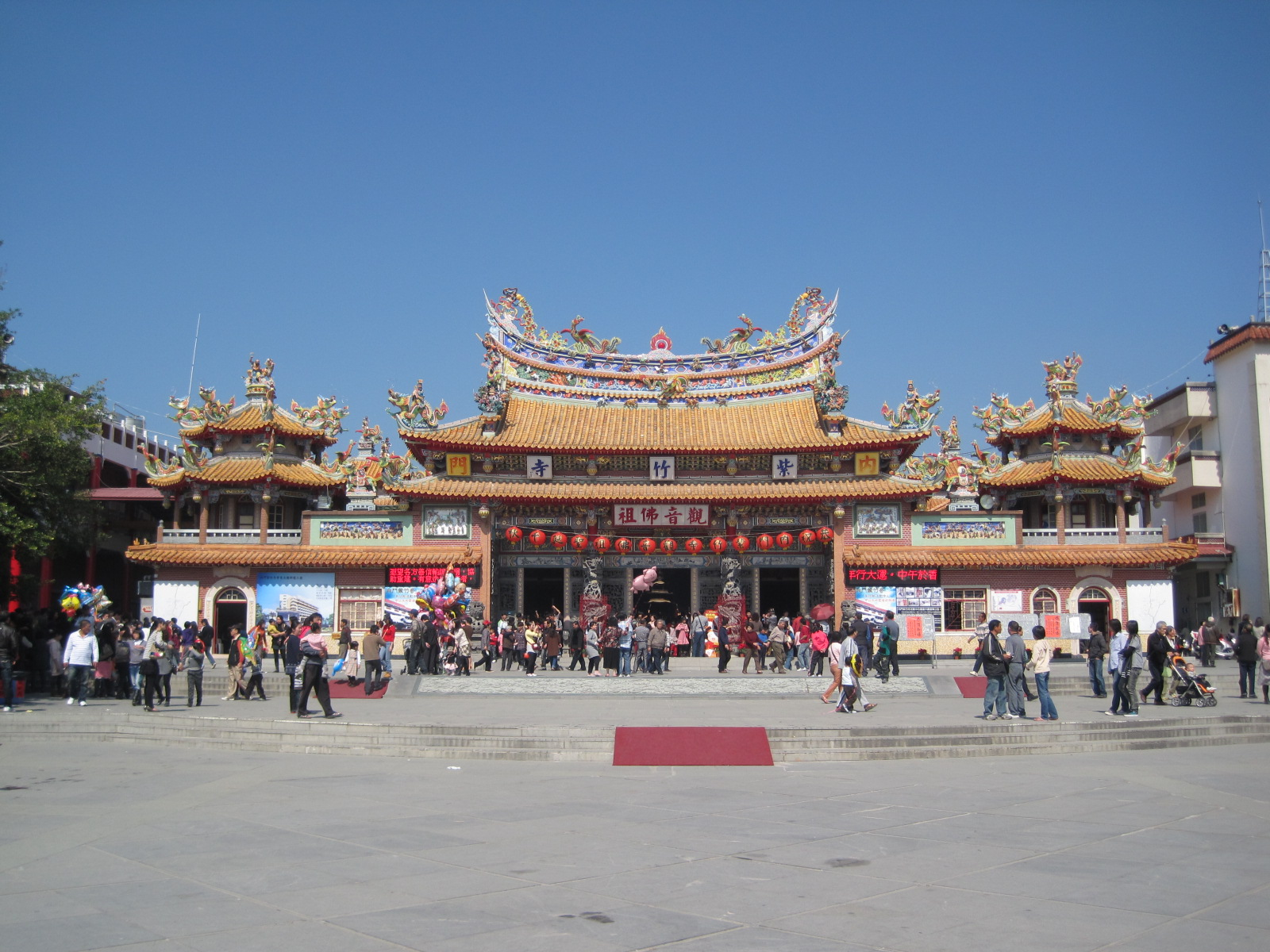
內門紫竹寺

- 萃文書院：主祀文昌帝君、孔孟及其門生牌位[2]。
- 番仔路佛祖祖廟
- 中埔頭林家天上聖母：主祀天上聖母、清水祖師[2]。
- 內門紫雲宮：主祀吳公真仙[2]。
- 番仔路神農宮：主祀神農大帝[2]。
- 內厝清水壇：主祀清水祖師、神農大帝、中壇元帥[2]。
- 蔗園頭劉家天上聖母：主祀天上聖母[2]。

## 學校
- 高雄市內門區觀亭國民小學
- 高雄市內門區內門國民中學